# Акимов, Фёдор Яковлевич
Фёдор Яковлевич Акимов (13 февраля 1909 — 29 сентября 1966) — советский контр-адмирал, начальник Каспийского высшего военно-морского училища им. С. М. Кирова (1963—1966).

## Биография

### Ранние годы
Родился 13 февраля 1909 года на хуторе Вертячевский Второго Донского округа области Войска Донского (ныне — Городищенский район Волгоградской области).
В 1931 году был призван в Военно-морской флот.

### Военное образование
- 1934 год — Высшее военно-морское училище имени Фрунзе,
- 1948 год — Военно-морская академия имени Ворошилова, основной курс с отличием,
- 1956 год — Военно-морская академия имени Ворошилова, военно-морской факультет.

### Воинская карьера
- корабельный курсант Амурской Краснознаменной флотилии (июнь-июль 1934 года) 1-й морской бригады (июль-ноябрь 1934 года),
- командир минной группы ТЩ № 12 1-й морской бригады (ноябрь 1934 года — апрель 1935 года),
- командир катера 3-й морской бригады (апрель-август 1935 года),
  - в 30-х годах непрерывное поступление на флот новых кораблей позволило приступить к формированию отдельных дивизионов торпедных катеров в удаленных базах и укрепленных районах морских сил Дальнего Востока. Ф. Я. Акимов в числе первых катерников прибыл на Дальний Восток.
- командир звена (август 1935 — июнь 1937 года),
- командир отряда (июнь 1937 года — октябрь 1939 года),
- начальник штаба (октябрь 1939 года — апрель 1940 года),
- командир 4-го (апрель 1940 года — март 1944 года) отдельного дивизиона торпедных катеров Николаевской-на-Амуре военно-морской базы (ОДТКА НАВМБ) Тихоокеанского флота.
- командир 9-го (март 1944 года — октябрь 1945 года) ОДТКА НАВМБ ТОФ,
  - участник Советско-японской войны,
  - дивизион Ф. Я. Акимова принимал активное участие в боевых действиях по освобождению Южного Сахалина и Курильских островов,
  - обеспечивал минные постановки в Сахалинском заливе.
- в распоряжении управления кадрами Военно-морских сил (ноябрь-декабрь 1948 года),
- командир 1-й бригады торпедных катеров (декабрь 1948 года — май 1951 года),
- командир 36-й дивизии торпедных катеров (май 1951 года — декабрь 1954 года) 4-го ВМФ,
- командир Владимиро-Ольгинской военно-морской базы (октябрь 1956 года — май 1959 года) ТОФ,
- заместитель командующего по тылу,
- начальник тыла Балтийского флота (май 1959 года — февраль 1963 года),
- начальник Каспийского высшего военно-морского Краснознамённого училища имени С. М. Кирова (февраль 1963 года — сентябрь 1966 года)[3].

В 1951 году присвоено звание контр-адмирала.

«Контр-адмирал Ф. Я. Акимов имеет высокую оперативно-тактическую подготовку и большой опыт службы на флоте… С характером работы в училище освоился быстро. Училищем руководит грамотно, всесторонне вникая в учебно-воспитательный процесс, работу всех подразделений училища. Дисциплинирован, исполнителен, трудолюбив. В проведении своих решений достаточно тверд. Обладает хорошими организаторскими способностями и навыками в хозяйственной деятельности. Много работает над вопросами развития училища — расширением основных фондов, совершенствованием учебно-лабораторной базы. Коллектив офицеров училища и профессорско-преподавательский состав под руководством контр-адмирала Ф. Я. Акимова ведет большую работу по обучению и воспитанию курсантов, подготовке офицерских кадров для флота. Инспекторская проверка показала… что училище справляется с задачей подготовки офицерских кадров, а тов. Ф. Я. Акимов правильно руководит училищем».
— Из аттестации (1965)
Умер на боевом посту 29 сентября 1966 года. Похоронен в Ленинграде на Богословском кладбище.

## Награды
Награждён орденами Ленина (1955), Красного Знамени (1951), 2 орденами Красной Звезды (1945, 1946), медалями, именным оружием (1959).

## Публикации
- Акимов, Ф. Я. Приближать условия обучения (на катере) к боевой обстановке // Советский флот. — 1955. — 27 апреля.
- Акимов, Ф. Я. Взаимодействие торпедных катеров с эскадренными миноносцами и авиацией противника // Морской сборник. — 1955. — № 12. — С. 31-49.